# 가토리 모토히코

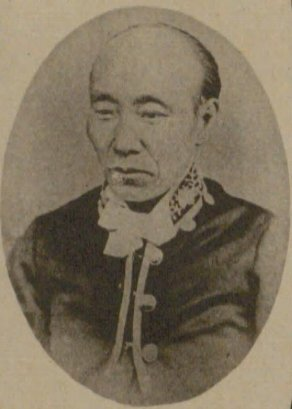
가토리 모토히코 남작

가토리 모토히코(楫取素彦)는 막말 조슈번의 지사, 메이지 시대의 정치인, 관료이다. 작위는 남작. 조슈번의 마쓰시마(松島) 집안의 차남으로 태어나 후에 오다무라가(小田村家)의 양자로 입적되어 오다무라 이노스케(小田村伊之助)로 개명하였다. 후에 번명(藩命)으로 가토리 모토히코로 개명하였다. 휘는 히사요시(希哲).
후에 구사카 겐즈이의 미망인 미와코와 재혼한다.

## 같이 보기
- 꽃 타오르다